# Vitré (Deux-Sèvres)
Vitré korábbi község Franciaország Új-Aquitania régiójában, Deux-Sèvres megyében. 2013. január 1-jén Beaussais korábbi községgel egyesült és az így létrejött Beaussais-Vitré új község része lett.
Lakosainak száma 536 fő (2018. január 1.).

## Népesség
A település népessége az elmúlt években az alábbi módon változott:
| Lakosok száma | 538  | 536  | 536  |
|               | 2015 | 2017 | 2018 |